# Acraea safie
Acraea safie är en fjärilsart som beskrevs av Felder 1867. Acraea safie ingår i släktet Acraea och familjen praktfjärilar. Inga underarter finns listade i Catalogue of Life.